# Ристо Лекић
Ристо Лекић (Сеоца, код Бара, 16. новембар 1909 — Миљевина, код Фоче, 14. јун 1943), револуционар, учесник Народноослободилачке борбе и народни херој Југославије.

## Биографија
Рођен је 16. децембра 1909. године у селу Сеоца, код Бара. Потицао је из сиромашне сељачке породице. Основну школу је завршио у родном селу, а гимназију је учио у Бару, Подгорици и Цетињу. После матуре, уписао је Правни факултет на Загребачком свеучилишту. У Загребу се повезао са студентима члановима револуционарног студентског покрета и убрзо им се придружио. Пошто је стекао поверење и симпатије чланова СКОЈ-а и КПЈ, постао је члан руководства студената Загребачког свеучилишта.
Октобра 1931. године примљен је у чланство тада илегалне Комунистичке партије Југославије (КПЈ). Исте године његов револуционарни рад је био запажен од полиције, па је био ухапшен. Након изласка из затвора, 1932. године се по директиви КПЈ вратио у родни крај. Ту се повезао са руковoдством Покрајинског комитета КПЈ за Црну Гору и Боку и по њиховој директиви је радио на развијању партијских организацијa у Црмници и другим крајевима Црне Горе. Новембра 1932. године, формирао је партијску организацију у свом родном месту.
Године 1934. је организовао и Окружни комитет КПЈ за барски округ и, као један од најактивнијих комуниста, био изабран за његовог секретара. Извесно време био је и секретар Среског комитета КПЈ за Подгорицу. Септембра 1934. године изабран је за члана Покрајинског комитета КПЈ за Црну Гору и Боку и за секретара Покрајинског комитета СКОЈ-а за Црну Гору и Боку. Његова активност, није остала незапажена од стране полиције. Сталне полицијске потере приморале су га да се сели из једног места у друго. Боравио је у Загребу, Београду, Суботици и другим местима, где је живео под разним илегалним именима.
Као делегат из Црне Горе, под псеудонимом Рибаревић, присуствовао је на Четвртој земаљској конференцији КПЈ. Под овим псеудонимом дописивао се и са Централним комитетом КПЈ. Сва преписка везана за њега у архиви ЦК КПЈ и у архиви Коминтерне, налазила се под овим псеудонимом. У раздобљу од 1932. до 1936. године за његово име везане су многе акције КПЈ и СКОЈ у Црној Гори. Извесно време био је и уредник синдикалног листа „Рад”, у коме је објављивао своје текстове.
У време велике полицијске провале у партијску организацију КПЈ у Црној Гори, током 1936. године, Управа града Београда захтевала је да се Ристо одмах ухапси и под јаком стражом спроведе у Дубровник. Жандарми су тада пошли у Сеоце, опколили његову кућу и повели га у Вирпазар. Жандарми су у једном тренутку покушали да му ставе ланце на руке, али је он успео да једном од жандарма отме пушку. Неколико сељака, који су се налазили не месту догађаја, су му одмах притекли у помоћ. Тада је отпочела борба између жандармеријске патроле и неколико сељака, која је трајала читав сат. Сељаци су успели да одбране Ристa и онемогућили његово одвођење. У овом сукобу са жандармима погинула су двојица сељана — Видо Ј. Лекић и Шпиро Л. Лекић, а рањени су Марко и Станица Лекић. Након овога Ристо је прешао у потпуну илегалност, док су влати на све начине покушавале да га ухвате. Све ово је било безуспешно, јер су га сељаци, уз помоћ партијске организације, веома вешто крили, па жандарми нису могли да му уђу у траг.
У другој половини 1936. године, заједно секретаром Покрајинског комитета КПЈ за Црну Гору и Боку Николом Лекићем, илегално је прешао у Краљевину Албанију. Тамо су учествовали у организовању тамошњег радничког покрета, а повремено су прелазили границу и боравили у Црмници, Цеклину и Љуботињу. Ристо је био један од организатора и непосредних руководилаца демонстрација на Белведеру, 26. јуна 1936. године. Почетком септембра 1937. године, Ристо и Никола су се вратили из Албаније и по одлуци Партије су се легализовали. Већ сутрадан, истражни судија Окружног суда на Цетињу је издао наредбу да се Ристо стави у притвор. Почетком 1938. године Државни суд за заштиту државе га је пресудом од 15. јануара ослободио, због недостатка доказа. Тада се поново вратио у Црмницу и Бар, где је наставио са партијским и револуционарним радом.
Године 1938, под именом Марко Живковић, покушао је да се пребаци у Шпанију и прикључи се борби Интернационалних бригада за одбрану Шпанске републике од фашизма. На граници је био откривен, ухапшен и спроведен у затвор. У управи полиције у Загребу, а касније и у полицији у Београду, био је страховито мучен. Поново је био изведен пред Државни суд за заштиту државе, где је признао да је пошао у Шпанију са циљем да се бори против фашизма.
Након Априлског рата и окупацијe Краљевине Југославије, 1941. године, нашао се у Црмници. Заједно са осталим члановима КПЈ радио је на припремању оружаног устанка. Присуствовао је састанку Месног комитeтa КПЈ за Бар на коме је разрађен план оружаних акција на подручју среза барског. Био је међу првим устаницима у Црној Гори, у борби за Вирпазар, 13. јула 1941. године. Неколико дана касније, на Созини, истакао се у борби против једног италијанског батаљона. Као добровољац у Ловћенском батаљону Црногорског НОП одреда, учествовао је у Пљеваљској бици, 1. децембра 1941. године.
Са преосталим борцима Ловћенског батаљона, ступио је у Рудом 21. децембра 1941. године у Прву пролетерску ударну бригаду. Са овом бригадом је помагао стабилизацију устанка у источној Босни. Као заменик политичког комесара Прве чете Првог батаљона Прве пролетерске бригаде, истакао се у борбама око Калиновика, у време Треће непријатељске офанзиве, а потом и у походу Пролетерских бригада у Босанску крајину. Септембра 1942. године ЦК КПЈ га је одредио за руководиоца Политодела Прве далматинске ударне бригаде, а потом је био именован за руководиоца Политодела Четврте пролетерске црногорске бригаде. Са овим јединицама учествовао је у бројним борбама, све до 14. јуна 1943. године, када је у борбама током битке на Сутјесци, погинуо у близини Миљевине, код Фоче.
Указом председника Федеративне Народне Републике Југославије Јосипа Броза Тита, 10. јула 1953. године, проглашен је за народног хероја.